# Desmedt Mark bv
Desmedt Mark bv is een Belgisch bedrijf dat zich specialiseert in de recyclage van bouwafval en steenpuin. 
Het bedrijf is, net zoals All Belgian Recycling, gevestigd in Grimbergen tussen het natuurreservaat Domein van Borcht en het Zeekanaal Brussel-Schelde. Het werd in 1989 opgericht door de familie Desmedt. Het bedrijf breidde in 2001 uit met de productie van beton (zandcement- en magere betoncentrale) enin 2013 werd een nieuwe betoncentrale in dienst genomen. In juli 2024 nam het Zwitserse bedrijf Holcim het bedrijf over.
Het bedrijf heeft een kade aan het Zeekanaal Brussel-Schelde waar schepen tot 3500 ton gelost of geladen kunnen worden. Ook ALl Belgian Recycling maakt gebruik van deze kade.